# Лес (Мозель)
Лес (фр. Lesse) — коммуна во французском департаменте Мозель региона Лотарингия. Относится к кантону Дельм.

## Географическое положение
Коммуна Лес расположена в 30 км к юго-востоку от Меца. Соседние коммуны: Арренкур, Тикур и Тонвиль на северо-востоке, Брюланж на востоке, Шенуа и Люси на юго-западе, Бодрекур и Сент-Эвр на западе.

## История
- До XIV века — феод герцогства Бар.
- Сеньорат часто менял хозяев: Бодош в XIV веке, Перпиньян в XV веке, Гурне и Ронсель в XVI веке, семьи Креанж, Бюссело, Форжеде Барс и Жанделенкур в XVII веке.

## Демография
По переписи 2008 года в коммуне проживало 204 человека.

## Достопримечательности
- Верхний замок, орудия XVI века, восстановлен в XIX веке.
- Нижний замок, переделан в ферму, остатки круглой башни с лестницей.